# Jemima Kabeya
Jemima Kabeya Tshisola (* 1. August 2003 in Clamart, Département Hauts‑de‑Seine; † 10. Februar 2025 in Marseille, Département Bouches-du-Rhône) war eine französische Handballspielerin, die für den französischen Erstligisten Handball Plan-de-Cuques spielte.

## Karriere

### Im Verein
Kabeya wurde beim französischen Verein Paris 92 ausgebildet. Ab dem Jahr 2021 stand die Torhüterin auf Leihbasis im Tor des französischen Zweitligisten Stella Saint-Maur Handball. Ab dem Jahr 2022 lief Kabeya anfangs auf Leihbasis für den französischen Erstligisten Handball Plan-de-Cuques auf und wurde zwei Jahre später fest unter Vertrag genommen. Am 5. Februar 2025 bestritt sie ihr letztes Erstligaspiel gegen Chambray Touraine Handball, in dem sie 15 von 24 Würfen parierte. 

### In Auswahlmannschaften
Kabeya gehörte dem Kader der französischen Juniorenauswahl an. Bei der U19-Europameisterschaft 2021 gewann sie mit Frankreich die Bronzemedaille. Im darauffolgenden Jahr belegte sie den 13. Platz bei der U20-Weltmeisterschaft.

## Privates
Kabeya wurde am 9. Februar 2025 in ein Krankenhaus eingeliefert und starb am folgenden Tag an einer bakteriellen Meningitis.